# Сидори (Волгоградська область)
Сидори (рос. Сидоры) — село у Михайлівському районі Волгоградської області Російської Федерації.
Населення становить 2515 осіб. Входить до складу муніципального утворення Сидорська сільська рада Михайлівського міського округу.

## Історія
Село розташоване у межах українського історичного та культурного регіону Жовтий Клин.
Згідно із законом від 28 червня 2012 року № 65-ОД органом місцевого самоврядування є відділ сільської території Сидорська сільська рада Михайлівського міського округу.

## Персоналії
- Романенко Митрофан Іванович — радянський діяч.

## Населення
| 2010 |
| ---- |
| 2515 |